# 中立公平
中立公平（なかだち こうへい、1966年 - ）は、日本の劇作家・演出家・俳優・音楽家・劇場プロデューサー。

## 人物
1966年生まれ。大阪府立大学大学院経済学研究科、観光・地域創造専攻修士課程修了。フェスティバル研究者・演出家・俳優・音楽家。自身の作品は国際的なフェスティバルに多数招待されている。
　クオリティ オブ ライフ「人生を豊かにする」ための劇場やカフェ、フェスティバルプロデュースなどを展開。一方で、地域やコミュニティの社会問題やこどもたちの環境、教育・企業の現場においての課題をアートの力で解決していく活動に尽力している。
現在、“TACT/FEST”総合芸術監督、アシテジ（国際児童青少年演劇協会）日本センター理事、一般社団法人KIO芸術監督、大阪府市文化審議委員を務める。代表作として、大阪市音楽団との共同制作で手がけたノンバーバルアートパフォーマンス「ANEMOS-calling for my wind-宮崎駿作品に捧げるオマージュ」「ファウストの恋人」がある。